# Kozaki (rejon kamionecki)
Kozaki (ukr. Козаки, Kozaky) – wieś na Ukrainie, w obwodzie lwowskim, w rejonie kamioneckim.
Znajduje tu się stacja kolejowa Dobrotwór, położona na linii Lwów – Sapieżanka – Kowel.